# Pacto de Saadabade
O Pacto de Saadabade, ou Tratado de Saadabade, (em persa: پیمان سعدآباد) foi um pacto de não-agressão assinado por Irã, Turquia, Iraque, e Afeganistão em 9 de julho de 1937, no palácio de Saadabad, em Teerã. Durou cinco anos e foi usado para lutar contra as revoltas curdas.

## História
O tratado foi assinado no palácio de Saadabad em Teerã e fazia parte de uma iniciativa para maiores relações entre Oriente Médio e Oriente liderada pelo rei Mohammed Zahir Shah do Afeganistão. As ratificações foram trocadas em Teerã em 25 de junho de 1938, e o tratado entrou em vigor no mesmo dia. Foi registrado na Série de Tratados da Liga das Nações em 19 de julho de 1938.
No Iraque, o governo militar de esquerda de Bakr Sidqi de 1936-1937 era menos nacionalista árabe do que outros governos iraquianos. Sidqi era curdo e seu primeiro-ministro, Hikmat Sulayman, era turcomano. Eles estavam, portanto, interessados na diplomacia com os vizinhos não árabes do leste do Iraque. A Turquia buscou relações amistosas com seus vizinhos e ainda estava se recuperando de sua derrota na Primeira Guerra Mundial e da custosa vitória na Guerra de Independência Turca.

Em 1943, o tratado foi automaticamente prorrogado por mais cinco anos porque nenhum dos signatários havia renunciado a ele.